# Seodaejeon Negeori (métro de Daejeon)
Seodaejeon Negeori (hangeul : 서대전네거리 ; hanja : 西大田四街), est une station de passage de la ligne 1 du métro de Daejeon. Elle est située au 889, Gyeryong-ro, quartier Yongdu-dong, dans l'arrondissement Jung-gu de la ville de Daejeon en Corée du Sud. 
Ouverte en 2006, la station est desservie par les rames qui circulent sur la ligne (service omnibus). Elle est permet des correspondances avec la gare de Seodaejeon desservie notamment par des trains KTX.

## Situation sur le réseau

Plan du réseau (2017)

La station établie en souterrain Seodaejeon Negeori est une station de passage de la Ligne 1 du métro de Daejeon : elle est située entre la station Oryong, en direction du terminus nord-ouest Banseok, et la station Jung-gu Office, en direction du terminus sud-est Panam,.

## Histoire
La station Seodaejeon Negeori est mise en service le 16 mars 2006, lors de l'ouverture à l'exploitation de la première section de la ligne 1 du métro de Daejeon entre Panam et Government Complex, Daejeon,.

## Services aux voyageurs

### Accès et accueil
La station est située au 71, Jungang-ro, dans le quartier Yongdu-dong. huit bouches, numérotées de 1 à 8 font le lien entre la surface et les niveaux en sous-sol, quatre niveaux, par l'intermédiaire d'escaliers, d'escaliers mécaniques (13) et d'ascenseurs (3). Comme toutes les stations elle dispose d'une billetterie avec des automates distincts selon le service. La station est accessible aux personnes à la mobilité réduite.

### Desserte
Seodaejeon Negeori est desservie par les rames qui circulent sur la ligne 1 (service omnibus). Les quais sont équipés de portes palières.

Installations
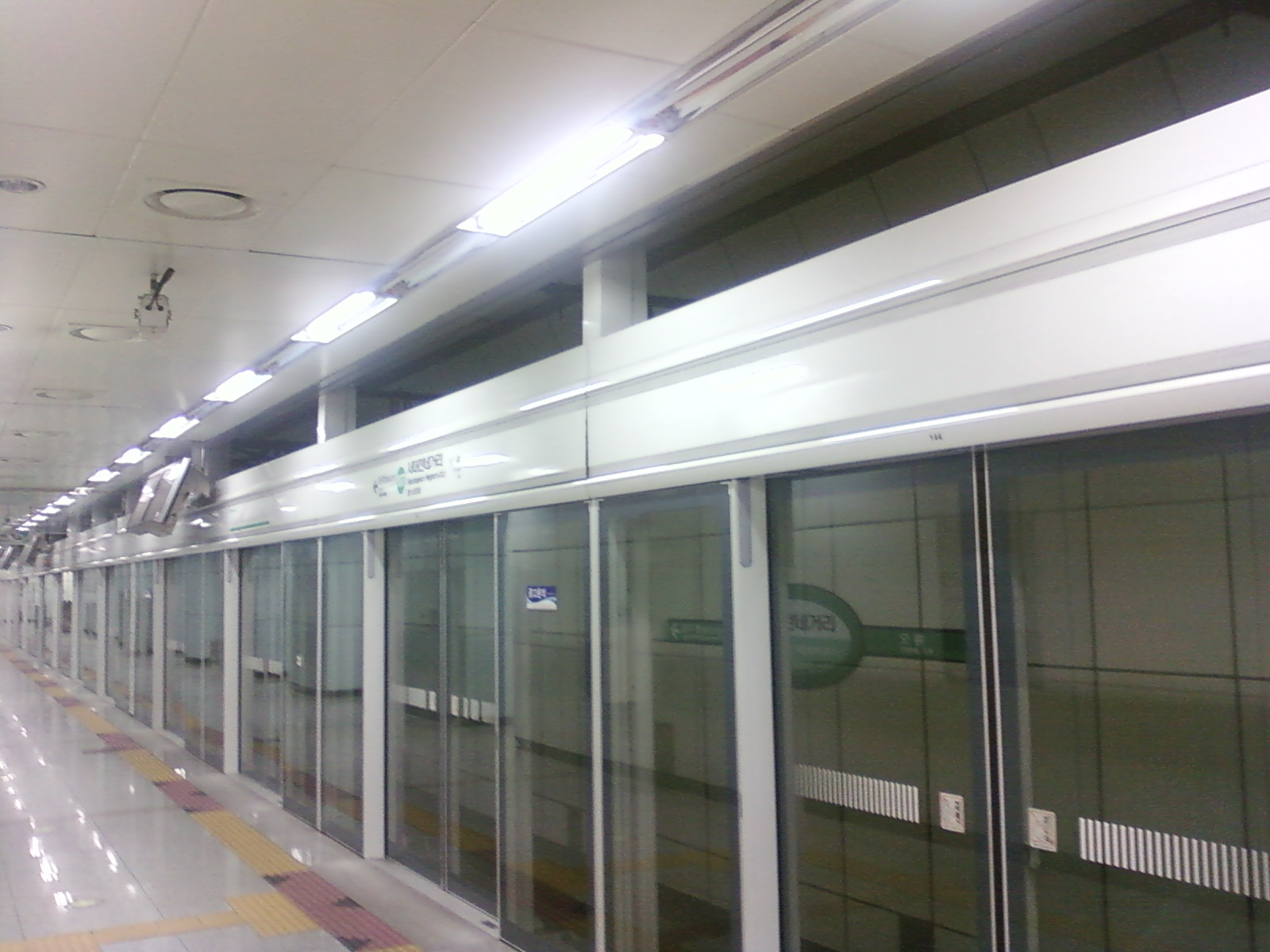
En 2010.
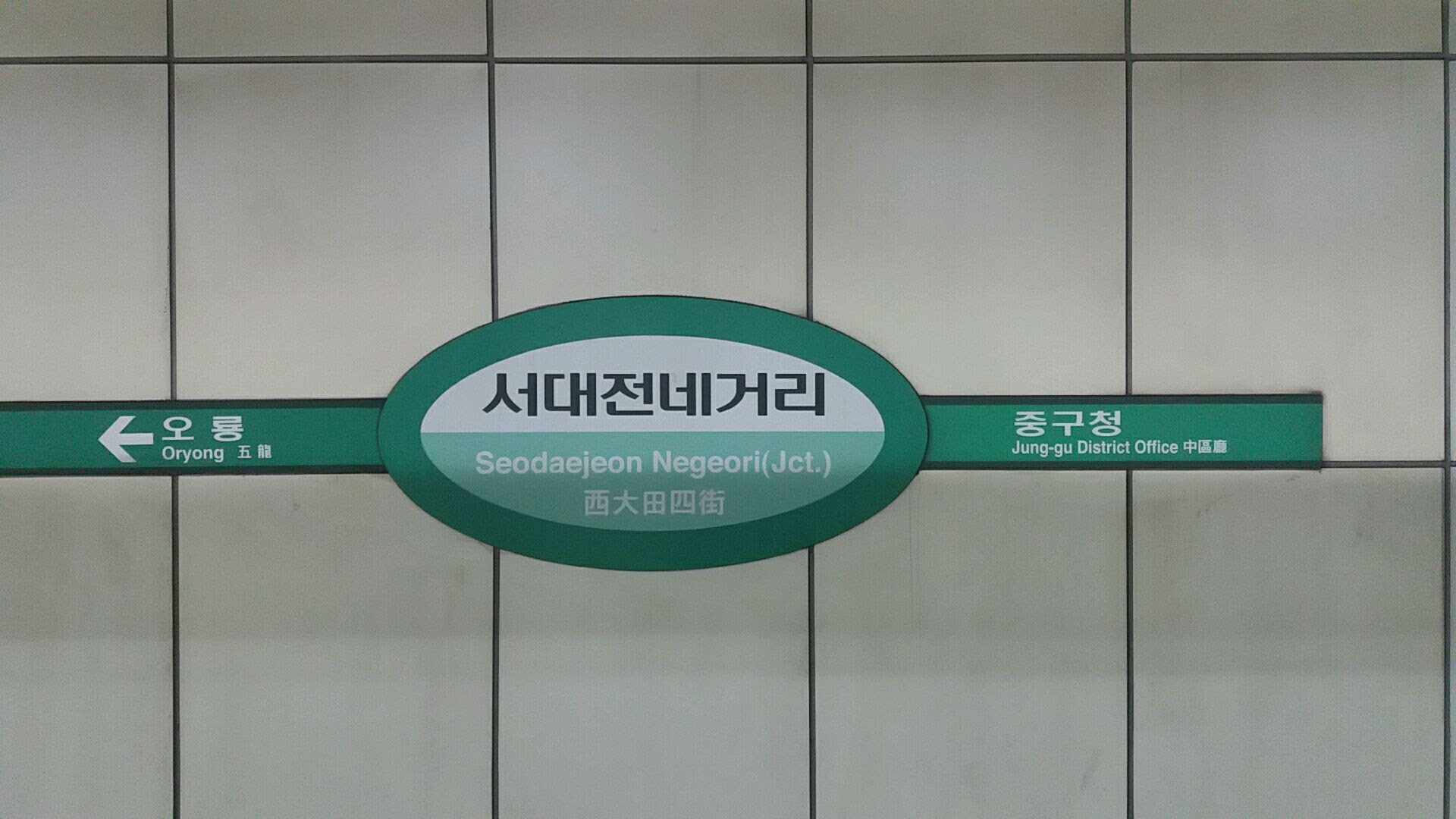
En 2017.
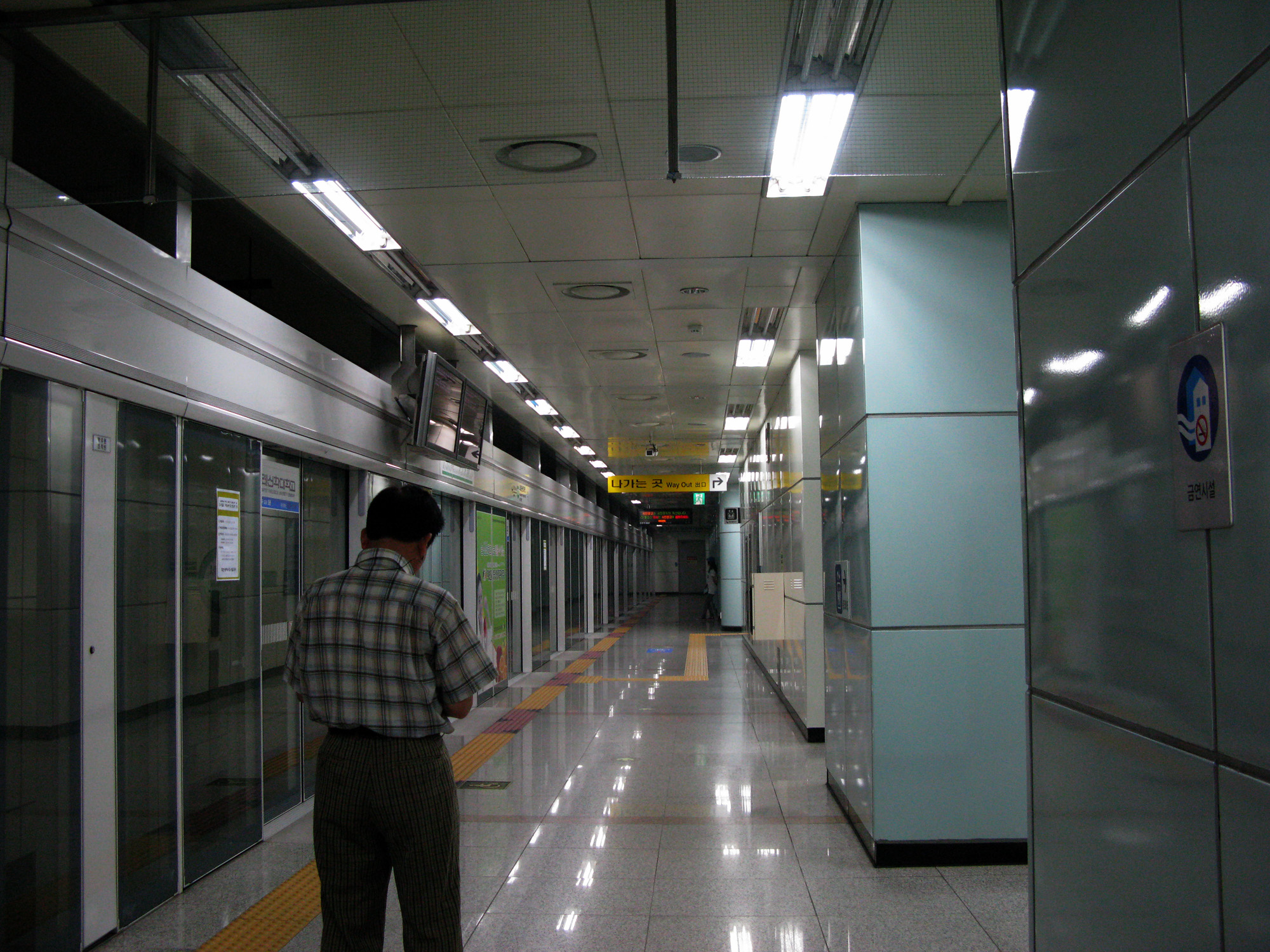
En 2009.

### Intermodalité
Elle est permet des correspondances avec la gare de Seodaejeon desservie notamment par des trains KTX située à environ 600 mètres à pied. La station dispose d'un local à vélos. Des arrêts de bus sont situés à proximité.